# Drosophila brunettii
Drosophila brunettii är en tvåvingeart som beskrevs av Chaudhuri och Mukherjee 1941. Drosophila brunettii ingår i släktet Drosophila och familjen daggflugor.
Artens utbredningsområde är Indien.